# Zorica Tijanić
Zorica Tijanić (Đakovo, 8. februar 1971) srpska je pesnikinja, književnica i novinarka.

## Biografija
Detinjstvo i mladost provodi u Zagrebu i Splitu, gde završava osnovno i srednje obrazovanje. Studirala je prava i filozofiju, ali zbog građanskog rata u Jugoslaviji prekida studije u Splitu, i seli se u Herceg Novi, gde provodi punih šest godina. Sa porodicom napušta Boku Kotorsku 1998. godine i odlazi u Kragujevac, potom 2020. u Beograd, gde i danas živi. Školovanje nastavlja na Beogradskom univerzitetu, gde je diplomirala na Učiteljskom fakultetu i master akademskim studijama iz oblasti pedagoških nauka. Još od srednjoškolskih dana piše poeziju, eseje i književnu kritiku. Školu kreativnog pisanja pohađala je u Zagrebu.
Prvu zbirku poezije Miris daljina je objavila 2013. godine za Čigoja štampu iz Beograda i predstavila na Beogradskom sajmu knjigа iste godine, a svoj prvi roman Putovanje kroz san Ksenije Lovrić objavljuje za Banatski kulturni centar i promoviše u Kući Đure Jakšića 2015. godine.  Do sada je objavila preko 16 naslova, od čega pet romana i šest zbirki poezije. Njena poezija je prevođena na više stranih jezika. Knjigu putopisa, kolumni i eseja objavljuje 2021. godine u ediciji Književnog društva Razvigor iz Požege.
Dobitnica je više književnih nagrada, među kojima su značajnije: diploma za učešće na konkursu posvećenom 125-godišnjici rođenja S. A. Jesenjina, koju potpisuje Vladimir A. Babošin, ruski književnik i predsednik Udruženja književnika „Novi pogled ”iz Sankt Peterburga, međunarodna nagrada Nadži Naman (Maison Naaman pour la Culture), koju dodeljuje istoimena fondacija iz Libana za književno delo 2021. godine čiji je laureat i prva nagrada za rukopis romana Svici na tremu kuće moga dede na 8. Drinskim književnim susretima 2024. godine.
Zastupljena na mnogim književnim portalima, a njena dela su uvrštena u više od 100 antologija i zbornika. Putopisi i eseji su joj objavljivani u Dnevnom listu Danas i drugim književnim časopisima, kao što su Sretanja, Trag, Svitak, Kreativni magazin, Avlija, Suština poetike, Nekazano, Dunjalučar, Jesenjin, Kosmajska vila, Kutija ljubavi, a na portalu Pokazivač, objavljuje eseje i kolumne u rubrici Poezija je ponovo u modi.
Član je Udruženja književnika Srbije od 2018. godine, Društva književnika Vojvodine i Nezavisnog udruženja novinara Srbije.

## Književni rad
Od 2015. godine deluje kao urednica online časopisa Zvezdani kolodvor, koji okuplja pesnike, pisce i umetnike sa prostora bivših republika ali i iz inostranstva. U časopisu su zastupljeni i mladi stvaraoci što je naročito značajno za njihovu afirmaciju. Oslanjajući se na kvalitet pisane reči, kritike i esejistike, časopis popularizuje teme iz filozofije, psihologije, kulture, nauke, književnosti i ostalih umetnosti, pružajući mogućnost za predstavljanje i dokumentovanje različitih formi sadržaja i originalnih ideja (umetnička fotografija, strip, muzika). Tokom proteklih deset godina, objavljeno je preko 30 naslova i održano više književnih susreta u raznim kulturnim centrima, а nekoliko u Kući Đure Jakšića u Beogradu.
Priredila je i uredila više knjiga, zbornika poezije i tri antologije posvećene Jesenjinu, Bodleru i Džejms Džojsu; zatim dva zbornika savremenih pesnika 21. veka: Gradske rime - galerija od stiha i Stihovi od sedefa. Zapaženija promocija u kući Đure Jakšića održana je i povodom objavljivanja antologije Poslednji cvetovi zla, koja je objavljena 2017. godine u čast francuskog pesnika Šarla Bodlera.
U periodu od 2018-2022. pruža podršku i časopisu Horizont iz Zemuna, koji pre svega neguje umetnost, tradiciju i kulturne vrednosti.

## Objavljena dela
Poezija
- Miris daljina, Čigoja štampa (2013)
- Zagrljeni tišinom, Nova Poetika (2014)
- Od susreta do... putem dodira - koautor (2014)
- Porubljeni snovi, Poezija misli (2014)
- U vrtlogu burleske, Poezija misli (2016)
- Bluz za AufWiedersehen, Neopress Publishing (2020)
- U kadru kasnog letnjeg dana, Presing (2024)

Romani
- Putovanje kroz san Ksenije Lovrić, Banatski kulturni centar (2015)
- Četiri portreta sa Kosančićevog venca, Neopress Publishing (2016)
- Transibirskom, Neopress Publishing (2017)
- Vanja, Čigoja štampa (2017)
- Do svidanja, Avgustina, Neopress Publishing (2018)
- Svici na tremu kuće moga dede, ASoglas (2024)

Ostalo
- Leptiri, Presing, Mladenovac (2017)
- Putopisi, kolumne i eseji, Razvigor, Požega (2021)

Prevedene i knjige za stranom jeziku
- Objeta s tišino, Društvo prijatelja vzmernega napredka, 2015, Koper
- Pravljice so... priče za decu, koautor (F. Frančič), 2016. godine, Koper, Slovenija

Priredila
- Gradske rime - galerija od stiha, zbornik savremene poezije (2015)
- Snovi injem posuti, antologija pesnika posvećeno Jesenjinu (2016)
- Stihovi od sedefa, zbornik međunarodne ljubavne poezije (2016)
- Poslednji cvetovi zla, antologija posvećena Bodleru (2017)
- Džejms Džojs na Mediteranu: Ljubav i muzika, antologija savremenih pesnika 21. veka (2018)

## Priznanja i nagrade
- Diploma Udruženja književnika “Novi pogled” iz Sankt Peterburga za učešće na konkursu posvećenom Jesenjinu[15]
- Treća nagrada Kluba umjetničkih duša iz Mrkonjić Grada 2022. godine u kategoriji afirmisanih pesnika.
- Međunarodna nagrada Nadži Naman, koju dodeljuje istoimena fondacija iz Libana za književno delo 2021. godine[16]
- I nagrada za rukopis romana Svici na tremu kuće moga dede na 8. Drinskim književnim susretima 2024. godine[17]

## Spoljašnje veze
- Lični veb sajt
- Dopisnica objavljena u dnevnim novinama "Danas" - Brač
- Dopisnica objavljena u dnevnim novinama "Danas" - Pogledi sa Kosančićevog venca
- Dopisnica objavljena u dnevnim novinama "Danas" - Razglednica iz zamišljenog grada
- Dopisnica objavljena u dnevnim novinama "Danas" - Herceg Novi - snaga lepote i trenutka
- Dopisnica objavljena u dnevnim novinama "Danas" - Rim - stepenice večno grada
- Rim - novčić za sreću
- Beč - dah prošlih vremena
- Rovinj - Istarske kroštule
- Moskva - magija davnog vremena
- Carska Moskva i ljubav